# Bupleurum turcicum
Bupleurum turcicum là một loài thực vật có hoa trong họ Hoa tán. Loài này được Snogerup mô tả khoa học đầu tiên năm 1971.